# SMS Yorck
O SMS Yorck foi um cruzador blindado operado pela Marinha Imperial Alemã e a segunda e última embarcação da Classe Roon, depois do SMS Roon. Sua construção começou em abril de 1903 nos estaleiros da Blohm & Voss em Hamburgo e foi lançado ao mar em maio de 1904, sendo comissionado na frota alemã em novembro do ano seguinte. Era armado com uma bateria principal composta por quatro canhões de 210 milímetros montados em duas torres de artilharia duplas, tinha um deslocamento carregado de dez mil toneladas e alcançava uma velocidade máxima de vinte nós.
O Yorck passou seus anos de serviço em tempos de paz atuando como parte do I Grupo de Reconhecimento, principal força de reconhecimento da Frota de Alto-Mar, inicialmente como sua capitânia. Passou a maior parte de seu tempo realizando exercícios de treinamento de rotina, mas também participou de vários cruzeiros pelo Oceano Atlântico. O navio também se envolveu em alguns incidentes, incluindo uma explosão acidental dentro de uma de suas salas de caldeiras em 1911 e uma colisão com um barco torpedeiro em 1913. Foi descomissionado em maio de 1913.
A Primeira Guerra Mundial começou em julho de 1914 e o Roon foi recomissionado no mês seguinte, sendo colocado no III Grupo de Reconhecimento no Mar do Norte. Fez parte em 3 de novembro da escolta da Frota de Alto-Mar para uma ação de bombardeio litorâneo contra o Reino Unido. Os navios encontraram uma neblina espessa no caminho de volta e ancoraram para esperarem melhor visibilidade. O oficial comandante do Yorck decidiu prosseguir na madrugada do dia seguinte, mas entrou em um campo minado defensivo alemão, bateu em duas minas navais e afundou.

## Características

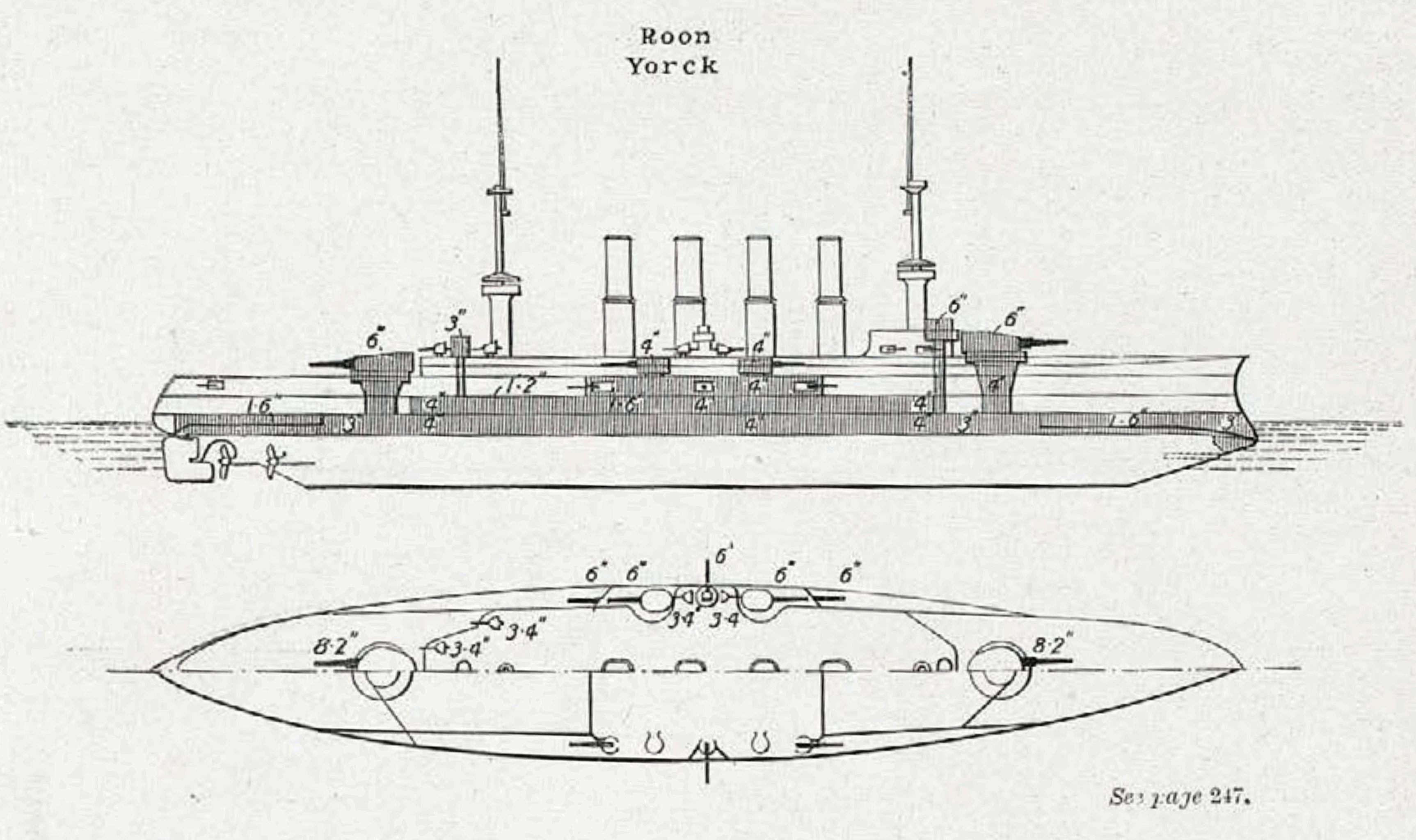
Desenho da Classe Roon

A Classe Roon foi encomendada em 1902 como parte de um programa de expansão naval. A classe incorporava melhoramentos incrementais em relação à predecessora Classe Prinz Adalbert, com a principal sendo um casco ligeiramente mais comprido para acomodar duas caldeiras extras que tinham o objetivo de aumentar a velocidade máxima. Entretanto, o lançamento do cruzador de batalha britânico HMS Invincible em 1907 rapidamente deixou todos os cruzadores blindados do mundo obsoletos.
O Yorck tinha 127,8 metros de comprimento de fora a fora, boca de 20,2 metros e calado de 7,76 metros à vante. Seu deslocamento normal era de 9 533 toneladas e o deslocamento carregado de 10 266 toneladas. Seu sistema de propulsão consistia em dezesseis caldeiras de tubos d'água a carvão que alimentavam três motores verticais de tripla-expansão, cada um girando uma hélice. A potência indicada era de dezenove mil cavalos-vapor (catorze mil quilowatts) para uma velocidade máxima de 20,4 nós (37,8 quilômetros por hora) durante seus testes marítimos, abaixo dos 22 nós (41 quilômetros por hora) projetados. Podia carregar até 1 570 toneladas de carvão, o que permitia uma autonomia máxima de 4,2 mil milhas náuticas (7,8 mil quilômetros) a doze nós (22 quilômetros por hora). Sua tripulação tinha 35 oficiais e 598 marinheiros.
Seu armamento principal tinha quatro canhões calibre 40 de 210 milímetros montados em duas torres de artilharia duplas, uma à vante e outra à ré da superestrutura. A bateria secundária tinha dez canhões calibre 40 de 149 milímetros, quatro em torres de artilharia únicas e seis em casamatas. A defesa contra barcos torpedeiros tinha catorze canhões calibre 35 de 88 milímetros, todos em montagens individuais na superestrutura e no casco, tanto dentro de casamatas quanto em montagens giratórias protegidas por escudos. Também tinha quatro tubos de torpedo submersos de 450 milímetros, um na proa, um na popa e um em cada lateral. A blindagem era de aço cimentado Krupp e o cinturão principal tinha cem milímetros de espessura à meia-nau e oitenta milímetros nas extremidades. As torres de artilharia principais tinham laterais de 150 milímetros. O convés tinha de quarenta a sessenta milímetros, conectando-se ao cinturão por uma blindagem inclinada de quarenta a cinquenta milímetros.

## Carreira

### Primeiros anos

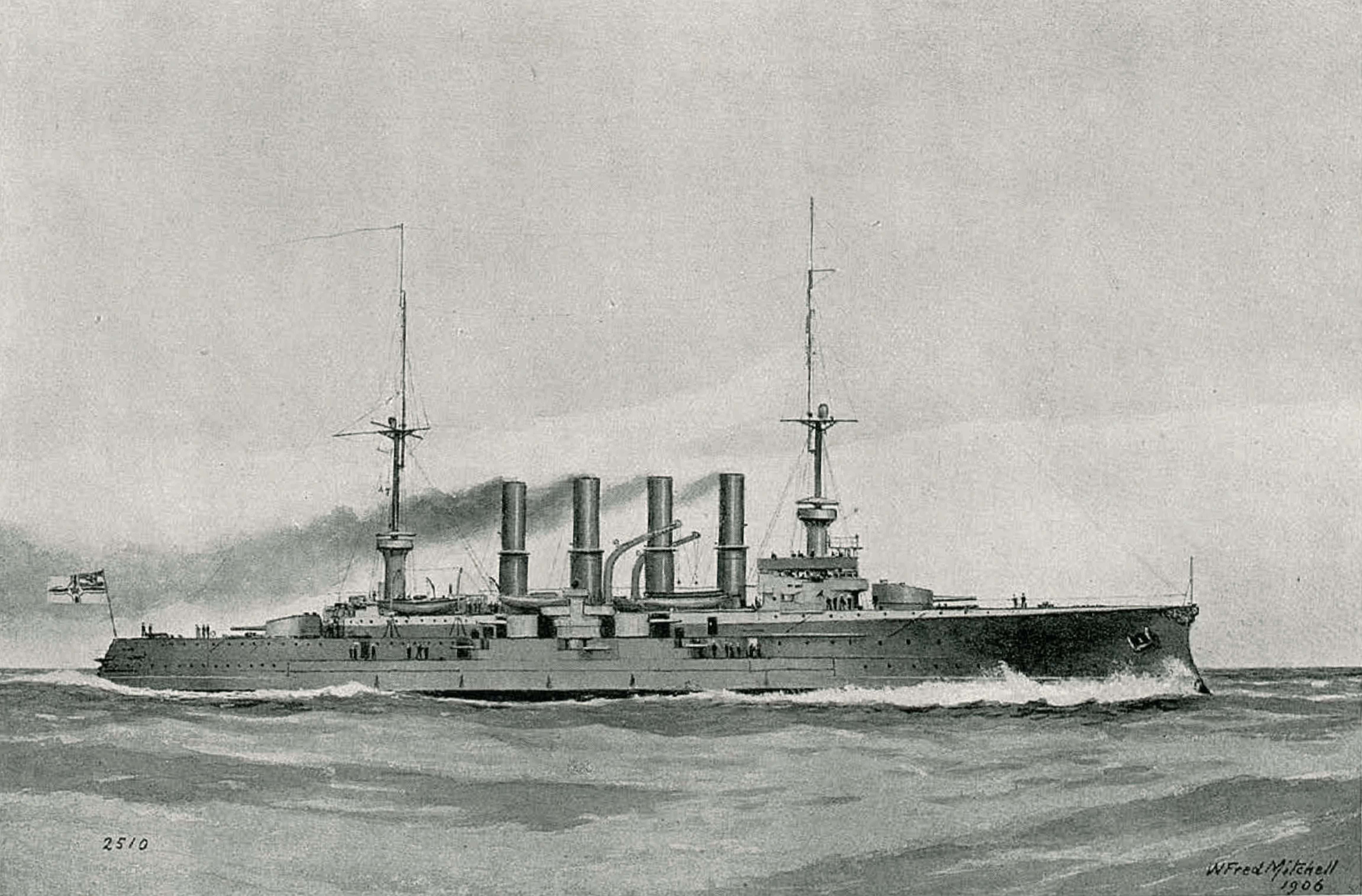
Desenho por William Frederick Mitchell do Yorck em meados de 1906

O Yorck foi encomendado sob o nome provisório de Ersatz Deutschland e construído pelos estaleiros da Blohm & Voss em Hamburgo sob o número de construção 167. Seu batimento de quilha ocorreu em 25 de abril de 1903 e foi lançado ao mar em 14 de maio de 1904. O general de infantaria Wilhelm von Hahnke fez um discurso durante a cerimônia de lançamento e o navio foi nomeado em homenagem ao general-marechal de campo conde Ludwig Yorck von Wartenburg, com o batismo sendo realizado por Josephine Yorck von Wartenburg, uma de suas descendentes. Os trabalhos de equipagem foram finalizados na segunda metade de 1905 e o cruzador iniciou seus testes marítimos, com uma tripulação do estaleiro o levando depois para Kiel, onde foi comissionado na Marinha Imperial Alemã em 21 de novembro. Foi designado para o I Grupo de Reconhecimento, ao qual se juntou formalmente em 27 de março de 1906. Substituiu o cruzador blindado SMS Friedrich Carl como a capitânia da formação em 2 de abril, sob o comando do vice-almirante Gustav Schmidt. O Yorck, pelos anos seguintes, participou da rotina normal de exercícios de treinamento com as forças de reconhecimento e também com toda a Frota de Alto-Mar, incluindo grandes exercícios de frota todo outono entre o final de agosto e início de setembro.
Schmidt foi substituído em 29 de setembro pelo contra-almirante Hugo von Pohl. O Yorck foi para uma doca seca após as manobras de outono de 1907 para poder passar por manutenção e reformas, com os trabalhos ocorrendo de 11 de setembro até 28 de outubro, durante os quais o Friedrich Carl temporariamente reassumindo as funções de capitânia. Pohl foi substituído pelo contra-almirante August von Heeringen neste mesmo período, com Heeringen fazendo do Yorck sua capitânia quando a embarcação voltou da manutenção. Realizou um grande cruzeiro pelo Oceano Atlântico de 7 a 28 de fevereiro de 1908 junto com os outros navios do I Grupo de Reconhecimento. Eles realizaram vários exercícios táticos durante o cruzeiro e também experimentaram usar seus equipamentos de telegrafia sem fio a longas distâncias. Pararam em Vigo, na Espanha, a fim de reabastecerem carvão para a viagem de volta. O cruzador blindado SMS Scharnhorst se juntou ao I Grupo de Reconhecimento em 1º de maio e substituiu o Yorck como capitânia.
Outro cruzeiro no Atlântico ocorreu entre julho e agosto, desta junto das esquadras de couraçados da Frota de Alto-Mar. O príncipe Henrique da Prússia, comandante da frota e irmão do imperador Guilherme II, tinha defendido tal cruzeiro no ano anterior, argumentando que prepararia a frota para operações além-mar e quebraria a monotonia dos treinamentos em águas domésticas. Na época, as tensões com o Reino Unido estavam altas devido a uma corrida armamentista naval. A frota deixou Kiel em 17 de julho, atravessou o Canal Imperador Guilherme para o Mar do Norte e continuou para o Atlântico. O Yorck parou durante o cruzeiro em Funchal em Madeira e em La Coruña na Espanha. Os navios voltaram para a Alemanha em 13 de agosto. As manobras de outono ocorreram de 27 de agosto a 12 de setembro. O cruzador venceu o Prêmio de Tiro do Imperador por excelência em artilharia dentre os cruzadores blindados para o ano de treinamento de 1907–08. O capitão de mar Arthur Tapken assumiu o comando em outubro.

### Rotina de exercícios
O I Grupo de Reconhecimento fez outro cruzeiro no Atlântico em fevereiro de 1909, com o Yorck novamente parando em Vigo entre os dias 17 e 23. O Scharnhorst foi destacado para a Esquadra da Ásia Oriental em 11 de março, com o Yorck retomando a função de capitânia. Heeringen retornou para o navio no mesmo dia. Os cruzadores juntaram-se à Frota de Alto-Mar para mais um cruzeiro no Atlântico de julho a agosto, com o Yorck visitando Vila Garcia de Arouça, na Espanha, de 18 até 26 de julho. Pararam na volta em Spithead no Reino Unido. O cruzador blindado SMS Blücher entrou em serviço no início de 1910 e o agora vice-almirante Heeringen transferiu sua capitânia para a nova embarcação em 27 de abril. O Yorck se tornou a capitânia do contra-almirante Reinhard Koch, o vice-comandante do grupo.  Ele foi substituído em 16 de maio pelo contra-almirante Gustav Bachmann, que por sua vez foi substituído pelo contra-almirante Maximilian von Spee em 15 de setembro quando Bachmann foi promovido para o cargo de Heeringen. O Yorck venceu o Prêmio de Tiro do Imperador outra vez para o ano de 1909–10. O capitão de mar Ludwig von Reuter assumiu o comando do cruzador em setembro de 1910.
Uma explosão de benzeno ocorreu em 31 de março de 1911 na sala de caldeiras de ré enquanto o navio estava em manutenção, com um tripulante morrendo e impedindo que o Yorck participasse participasse de manobras de unidade. Spee foi substituído em 1º de outubro pelo capitão de mar Franz Hipper, enquanto em novembro fez um cruzeiro para a Noruega e Suécia. Visitou Uddevalla na Suécia entre 3 e 6 de novembro. Não participou das manobras de unidade em fevereiro de 1912, mas no mês seguinte participou dos exercícios de frota junto com quatro cruzadores rápidos, durante os quais serviu de capitânia para o agora vice-almirante Bachmann enquanto Hipper transferiu temporariamente sua capitânia para o cruzador de batalha SMS Von der Tann, retornando em 28 de agosto. O capitão de fragata Max Köthner substituiu Reuter em setembro, mas logo partiu em novembro. Uma das pinaças do Yorck acidentalmente detonou um mina naval em 2 de novembro, matando dois tripulantes e ferindo outros dois.
O cruzador se envolveu em outro acidente sério em 4 de março de 1913 durante exercícios próximos da Heligolândia. O barco torpedeiro SMS S178 tentou passar em frente do navio, mas não conseguiu em tempo; a proa do Yorck abriu um buraco na outra embarcação que inundou suas salas de máquinas e de caldeiras. O S178 afundou em apenas alguns minutos e 69 homens morreram. O Yorck, o couraçado SMS Oldenburg e o barco torpedeiro SMS S177 só conseguiram resgatar quinze tripulantes. O cruzador ficou apenas levemente danificado e continuou com as manobras. Bachmann e o contra-almirante Felix Funke alternaram períodos no Yorck, com Funke ficando de 7 a 14 de março, depois Bachmann de 14 de março a 1º de maio e por fim Funke novamente de 1º a 17 de maio. O navio em seguida foi para Kiel, sendo descomissionado em 21 de maio. Passou por manutenção e reformas e foi então colocado na reserva. A maior parte de sua tripulação foi transferida para o novo cruzador de batalha SMS Seydlitz.

### Primeira Guerra
A Primeira Guerra Mundial começou no final de julho de 1914 e o Yorck foi mobilizado para o serviço, sendo recomissionado em 12 de agosto. Foi inicialmente designado para o IV Grupo de Reconhecimento, mas no dia 25 foi transferido para o III Grupo de Reconhecimento sob o comando do contra-almirante Hubert von Rebeur-Paschwitz. Foi encarregado de guarda a Angra da Alemanha a partir de 20 de setembro. Os navios do III Grupo de Reconhecimento foram temporariamente transferido para o Mar Báltico dois dias depois para uma surtida, chegando a Gotlândia na Suécia entre 22 e 29 de setembro. Em seguida voltaram para o Mar do Norte e se juntaram novamente à Frota de Alto-Mar.
O Yorck participou em 3 de novembro da primeiro operação naval ofensiva alemã na guerra. Os cruzadores de batalha do I Grupo de Reconhecimento, comandado pelo agora contra-almirante Hipper, bombardeariam a cidade britânica de Yarmouth enquanto o resto da Frota de Alto-Mar navegaria atrás, proporcionando cobertura distante caso o ataque provocasse uma resposta inimiga. O III Grupo de Reconhecimento faria o reconhecimento para a frota principal. Os cruzadores de batalha infligiram poucos danos enquanto lança-minas criaram campos minados, que posteriormente afundaram o submarino britânico HMS D5. Os navios alemães encontraram uma neblina espessa ao voltarem para casa mais tarde naquele dia e isso os impediu de navegarem em segurança por seus campos minados defensivos. Em vez disso, ancoraram na rada de Schillig para esperar.
O capitão de mar Waldemar Pieper, o oficial comandante do Yorck, em determinado momento achou que a neblina tinha se dissipado o bastante e assim ordenou que seu navio seguisse adiante. O prático se negou a assumir responsabilidade devido ao enorme perigo de tentar passar por um campo minado em tais condições. O cruzador bateu em uma mina às 4h10min do dia 4 e pouco depois bateu em uma segunda. Afundou rapidamente e a maior parte de sua tripulação morreu, porém os historiadores discordam sobre o número exato. V. E. Tarrant afirmou que 127 de uma tripulação de 629 foram resgatados, já Erich Gröner disse que foram 336 mortes. Hans Hildebrand, Albert Röhr e Hans-Otto Steinmetz concordaram com Gröner, também destacando que 381 homens, incluindo Pieper, foram resgatados pelo navio de defesa de costa SMS Hagen.
Pieper enfrentou uma corte marcial e foi considerado culpado, sendo sentenciado a dois anos de prisão por negligência, desobediência de ordens e homicídio por meio de negligência. Os destroços inicialmente foram marcados para que navios pudessem passar em segurança. Eles foram parcialmente desmontados a partir de 1926 a fim de reduzir o perigo para embarcações de calado mais profundo. Mais desmontagens ocorreram entre 1936 e 1937 pelos mesmos motivos. Programas de construção ocorreram na área depois da Segunda Guerra Mundial e as torres de artilharia foram removidos em 1969, com o que sobrou do casco sendo demolido em 1983 para liberar o fundo.